# Целинский, Марцеллий-Теодор-Францишек Иосифович
Марцеллий-Теодор-Францишек Иосифович Целинский (1805 — ?) — российский медик; доктор медицины и хирургии Берлинского университета.
Родился в 1805 году в городе Варшаве, где его отец преподавал в университете фармацию и фармакологию. С 1827 по 1829 год Марцеллий Теодор Францишек Иосифович Целинский изучал науки медицинские в Варшавском, затем в Краковском и Берлинском  университетах; в последнем в 1833 году получил научную степень доктора медицины. 
О совершенной в 1832 году, по его замыслу, перевязке сосудов одобрительно отзывался Бирковский. 
Среди научных работ Целинского наиболее известны следующие труды: «De trepanatione cranii». Берлин, 1833, 4°; и «Описание минеральных вод Виленской губернии, Троцкого уезда, в имении помещика Авдрея Гриня» — (Гриневский источник, близ Друскеницкого, во ста шагах), Друг Здравия, 1837 г., 49.